# 景侯 (蔡)
景侯（けいこう、生年不詳 - 紀元前543年）は、春秋時代の蔡の君主。姓は姫、名は固。文侯の子で、文侯の後を受けて蔡国の君主となった。
紀元前589年、楚の子重（公子嬰斉）・魯の成公・秦の右大夫説・宋の華元・陳の公孫寧らと蜀で盟を交わした。紀元前549年、斉を救援するため、楚・陳・許とともに鄭を攻撃した。紀元前547年、楚・陳とともに鄭を攻撃した。
紀元前545年、景侯は晋に朝見した。帰国の途中、鄭に立ち寄ったが、その態度は不敬であり、鄭の子産は景侯が禍にかかることを予見した。紀元前543年、景侯は子の姫般のために楚から妻を迎えたが、景侯は彼女と密通した。景侯は姫般に殺害されて、侯位を奪われた。在位49年。